# Villmergen
Villmergen is een gemeente en plaats in het Zwitserse kanton Aargau en maakt deel uit van het district Bremgarten.
Villmergen telt 6.688 inwoners.
Op 1 januari 2010 werd de gemeente Hilfikon opgeheven en opgenomen in de Villmergen.